# Леонидас Пелеканакис
Леонидас Пелеканакис (грч. Λεωνίδας Πελεκανάκης; Пиреј, 2. новембар 1962 — Атина, 14. јануар 2021) био је грчки репрезентативац у једрењу и учесник олимпијских игара у Лос Анђелесу 1984., Сиднеју 2000. и Атини 2004..
Пелеканакис је преминуо 14. јануара 2021. од коронавируса после двомесечне борбе.